# Andrésy
Andrésy és un municipi francès, situat al departament de Yvelines i a la regió de Illa de França. L'any 2007 tenia 12.501 habitants.
Forma part del cantó de Conflans-Sainte-Honorine, del districte de Saint-Germain-en-Laye i de la Comunitat urbana Grand Paris Seine et Oise.

## Demografia

### Població
El 2007 la població de fet d'Andrésy era de 12.501 persones. Hi havia 4.840 famílies, de les quals 1.196 eren unipersonals (439 homes vivint sols i 757 dones vivint soles), 1.433 parelles sense fills, 1.794 parelles amb fills i 417 famílies monoparentals amb fills.
La població ha evolucionat segons el següent gràfic:
Habitants censats

### Habitatges
El 2007 hi havia 5.323 habitatges, 4.935 eren l'habitatge principal de la família, 91 eren segones residències i 297 estaven desocupats. 2.575 eren cases i 2.704 eren apartaments. Dels 4.935 habitatges principals, 3.629 estaven ocupats pels seus propietaris, 1.194 estaven llogats i ocupats pels llogaters i 112 estaven cedits a títol gratuït; 167 tenien una cambra, 481 en tenien dues, 1.187 en tenien tres, 1.210 en tenien quatre i 1.890 en tenien cinc o més. 3.933 habitatges disposaven pel capbaix d'una plaça de pàrquing. A 2.546 habitatges hi havia un automòbil i a 1.902 n'hi havia dos o més.

### Piràmide de població
La piràmide de població per edats i sexe el 2009 era:
| Homes | Edats   | Dones |
| ----- | ------- | ----- |
| 4     | 95 o +  | 20    |
| 12    | 90 a 94 | 24    |
| 41    | 85 a 89 | 132   |
| 64    | 80 a 84 | 64    |
| 136   | 75 a 79 | 180   |
| 116   | 70 a 74 | 184   |
| 184   | 65 a 69 | 197   |
| 254   | 60 a 64 | 300   |
| 338   | 55 a 59 | 370   |
| 525   | 50 a 54 | 585   |
| 452   | 45 a 49 | 559   |
| 433   | 40 a 44 | 442   |
| 432   | 35 a 39 | 502   |
| 533   | 30 a 34 | 521   |
| 510   | 25 a 29 | 457   |
| 380   | 20 a 24 | 404   |
| 476   | 15 a 19 | 373   |
| 384   | 10 a 14 | 444   |
| 341   | 5 a 9   | 352   |
| 398   | 0 a 4   | 344   |

## Economia
El 2007 la població en edat de treballar era de 8.280 persones, 6.301 eren actives i 1.979 eren inactives. De les 6.301 persones actives 5.870 estaven ocupades (2.956 homes i 2.914 dones) i 432 estaven aturades (196 homes i 236 dones). De les 1.979 persones inactives 681 estaven jubilades, 840 estaven estudiant i 458 estaven classificades com a «altres inactius».

### Ingressos
El 2009 a Andrésy hi havia 5.021 unitats fiscals que integraven 12.601,5 persones, la mediana anual d'ingressos fiscals per persona era de 26.442 €.

### Activitats econòmiques
Dels 429 establiments que hi havia el 2007, 5 eren d'empreses extractives, 8 d'empreses alimentàries, 4 d'empreses de fabricació de material elèctric, 16 d'empreses de fabricació d'altres productes industrials, 44 d'empreses de construcció, 65 d'empreses de comerç i reparació d'automòbils, 31 d'empreses de transport, 18 d'empreses d'hostatgeria i restauració, 22 d'empreses d'informació i comunicació, 18 d'empreses financeres, 28 d'empreses immobiliàries, 82 d'empreses de serveis, 69 d'entitats de l'administració pública i 19 d'empreses classificades com a «altres activitats de serveis».
Dels 84 establiments de servei als particulars que hi havia el 2009, 1 era una oficina de correu, 4 oficines bancàries, 5 tallers de reparació d'automòbils i de material agrícola, 2 tallers d'inspecció tècnica de vehicles, 1 autoescola, 3 paletes, 6 guixaires pintors, 9 fusteries, 9 lampisteries, 4 electricistes, 6 empreses de construcció, 6 perruqueries, 1 veterinari, 11 restaurants, 12 agències immobiliàries, 1 tintoreria i 3 salons de bellesa.
Dels 24 establiments comercials que hi havia el 2009, 1 era un hipermercat, 3 botigues de més de 120 m², 2 botiges de menys de 120 m², 7 fleques, 3 carnisseries, 1 una carnisseria, 3 llibreries, 1 una botiga d'electrodomèstics i 3 floristeries.
L'any 2000 a Andrésy hi havia 4 explotacions agrícoles.

## Equipaments sanitaris i escolars
Els 5 equipaments sanitaris que hi havia el 2009 eren farmàcies.
El 2009 hi havia 6 escoles maternals i 4 escoles elementals. A Andrésy hi havia 1 col·legi d'educació secundària i 1 liceu tecnològic. amb 706 alumnes.

## Poblacions més properes
El següent diagrama mostra les poblacions més properes.